# 楊公雙闕
楊公雙闕位於四川省乐山市夹江县，文物遺址年代判定為汉至宋。1956年8月16日公佈為四川省第一批歷史及革命文物保護單位。1980年7月7日重新公佈為四川省第一批文物保護單位。2006年5月25日公佈為第六批全國重點文物保護單位。

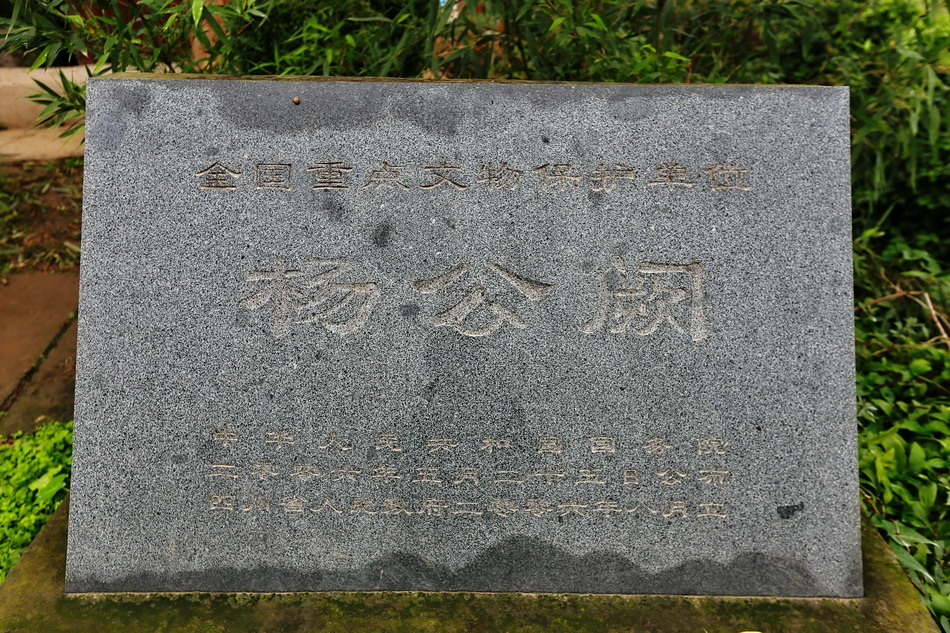
国保碑
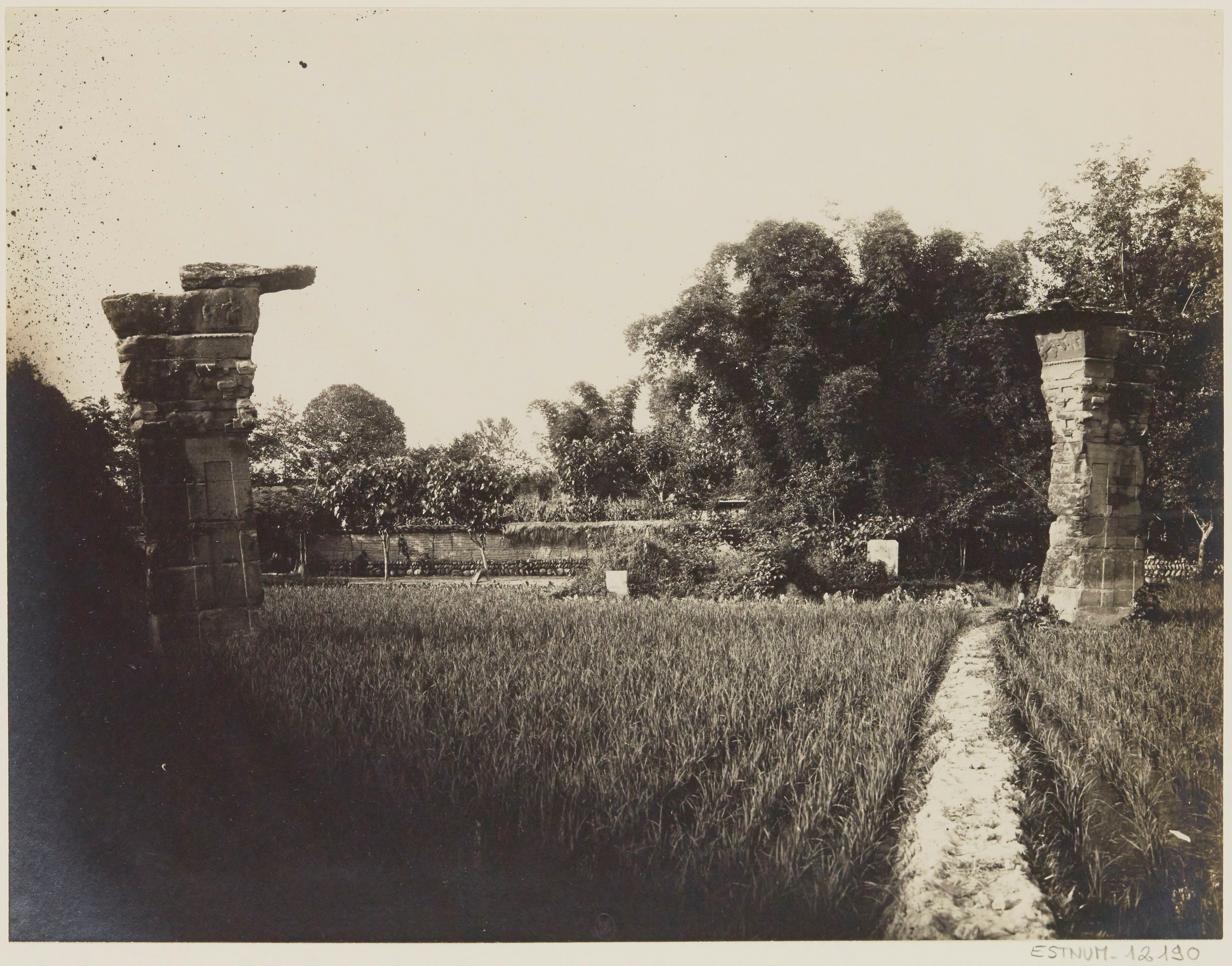
法国学者谢阁兰摄于1914年
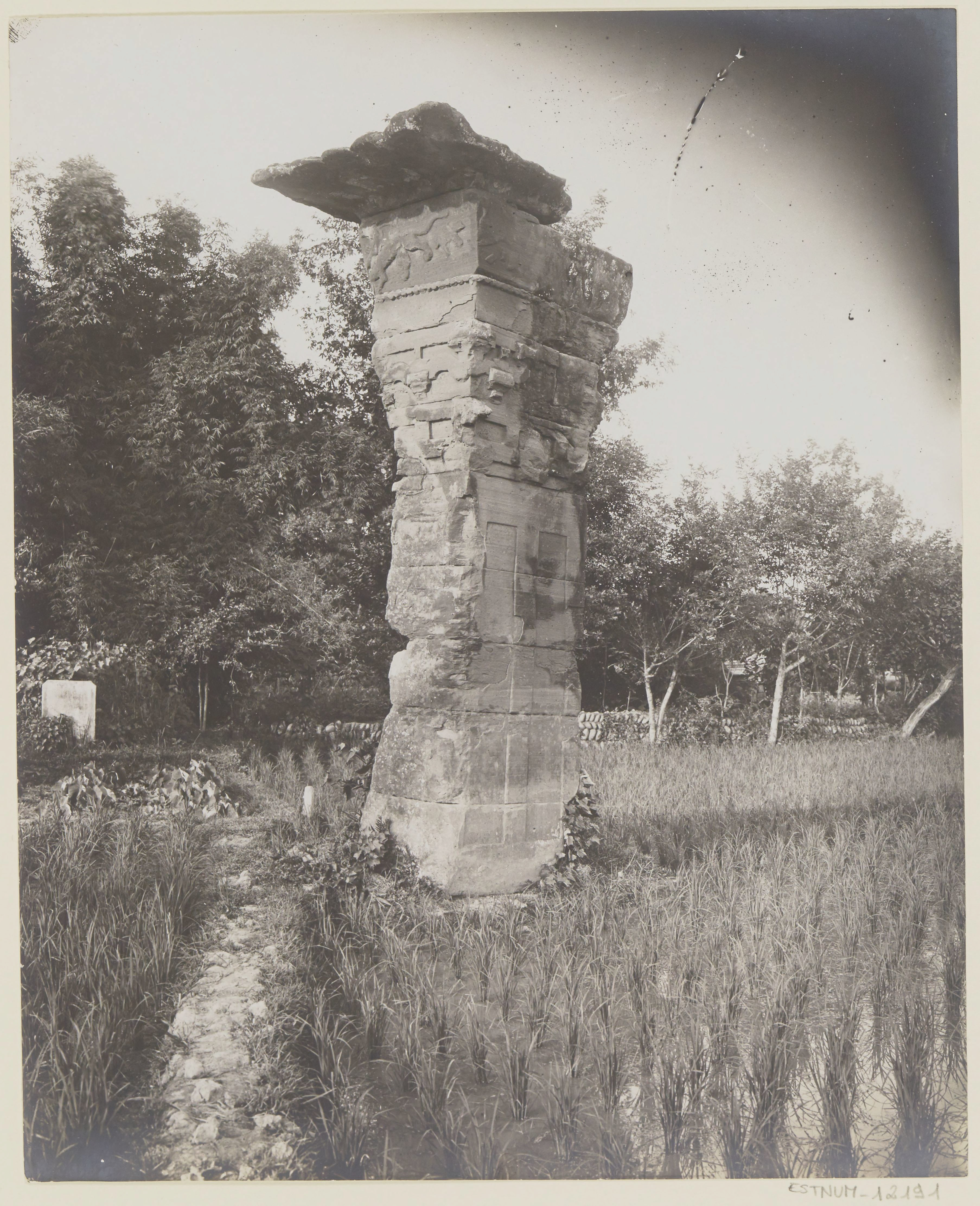
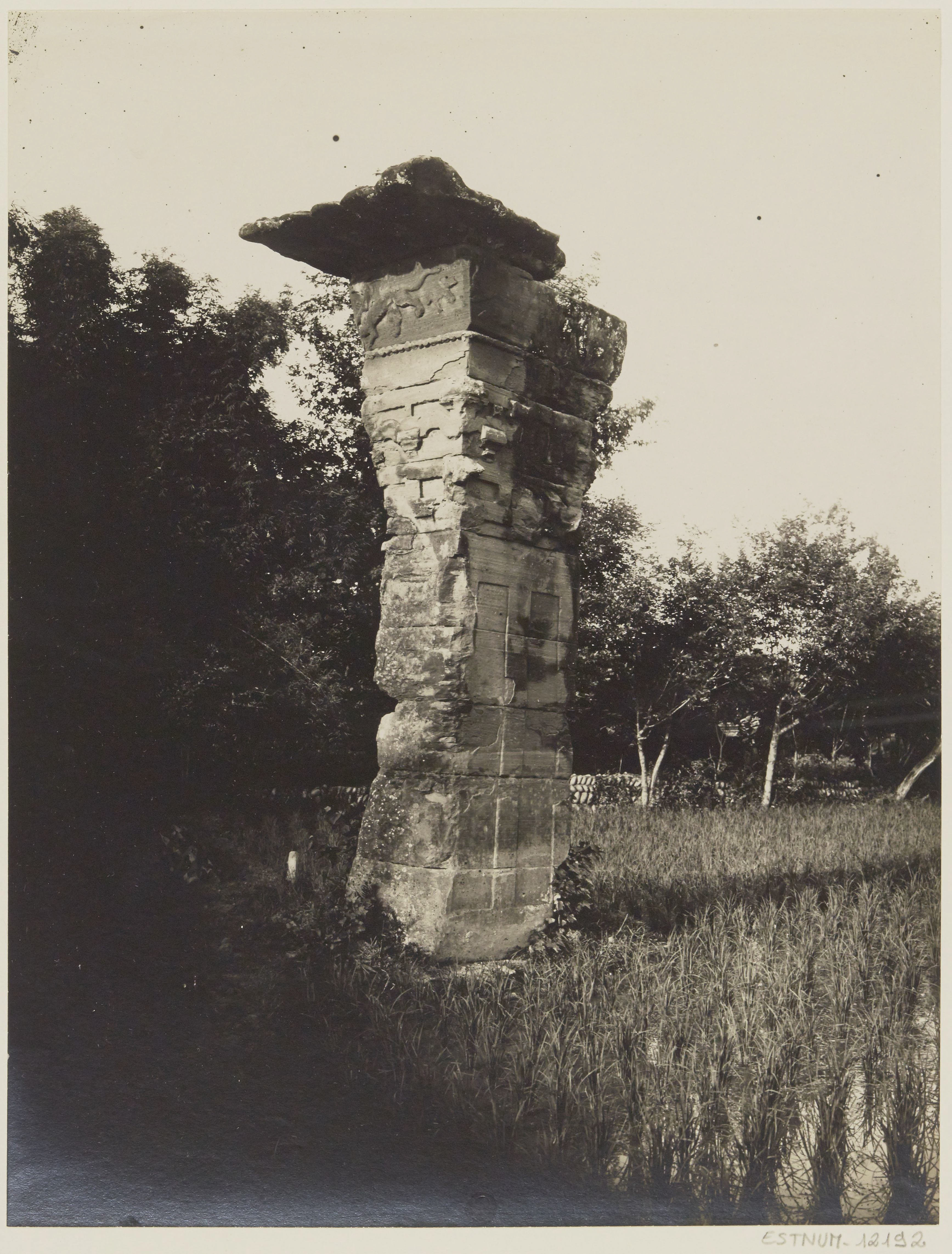